# من الغسق حتى الفجر (فلم)
من الغسق حتى الفجر (بالإنجليزية: From Dusk till Dawn) هو فيلم أكشن ورعب أمريكي صدر سنة 1996، من إخراج روبرت رودريغيز، وكتابة كوينتن تارانتينو، استنادًا إلى قصة كتبها روبرت كورتزمان، ومن بطولة هارفي كيتل، وجورج كلوني، وكوينتن تارانتينو، وجوليت لويس، وسلمى حايك. تدور الأحداث حول شقيقين مجرمين أمريكيين يختطفان عائلة ويستخدمان أفرادها كرهائن لعبور الحدود إلى المكسيك، لكن الأمور تأخذ منحى مفاجئ حين يجدان نفسيهما في نهاية المطاف محاصرين داخل حانة، يقاتلون من أجل البقاء في مواجهة جحافل من مصاصي الدماء.

## القصة
في متجر خمور على جانب الطريق في ولاية تكساس، يهاجم سيث جيكو، وهو سارق بنوك هارب، وشقيقه المختل ريتشي، المكان ويقتلان البائع وحارسًا من قوات الشرطة التكساسية، قبل أن يدمرا المبنى بالكامل. أثناء فرارهما عبر الطريق السريع، يعاني ريتشي من إصابة بطلق ناري في يده. يتوقفان في نزل على الطريق وينزلان رهينة كانت تعمل في البنك. وعندما يعود سيث حاملاً العشاء، يكتشف أن ريتشي قد اغتصب الرهينة وقتلها.
في الوقت نفسه، يصل القس الأرمل يعقوب فولر إلى النزل، وهو رجل يشك في إيمانه، برفقة طفليه المراهقين، سكوت وكيت. يراقب سيث سيارتهم المتنقلة، ثم يختطف العائلة ويجبرهم على قيادته وشقيقه عبر الحدود نحو المكسيك. بعد مواجهة مشحونة عند نقطة التفتيش، يسمح لهم حارس الحدود بالمرور. يتجهون إلى نادٍ صحراوي مفتوح طوال الليل يدعى تيتي تويستر، حيث من المفترض أن يلتقي الأخوان بوسيط يدعى كارلوس صباحًا، ليقودهما إلى بلدة نائية تُعرف باسم إل ري. يحاول الحارس عند مدخل النادي منعهم من الدخول، لكن الأخوين يتغلبان عليه ويدخلان برفقة أفراد عائلة فولر.
كان المشهد داخل النادي صاخبًا، يضم زبائن من سائقي الدراجات والشاحنات، من بينهم سيكس ماشين، راكب دراجة نارية يحمل مسدسًا مخفيًا، وفروست، جندي ضخم شارك في حرب فيتنام. يخبر الساقي سيث أن الدخول مقتصر على سائقي الشاحنات وراكبي الدراجات، لكن يعقوب يصر على أن رخصة قيادته الخاصة بسيارته المتنقلة تؤهله لذلك، فيوافق الساقي. يجلس الجميع لمتابعة عرض راقص تقدمه نجمة المكان، سانتانكو بانديمونيوم. بعد العرض، يأمر الحارس بطردهم، فينقض ريتشي عليه، فيقوم الساقي بطعن يده المصابة. يطلق سيث النار على الحارس، بينما يهاجم ريتشي الساقي. يضحك الحارس ساخرًا، فيرديه الأخوان قتيلًا. عند رؤية يد ريتشي الملطخة بالدماء، تتحول سانتانكو إلى مصاصة دماء مرعبة وتنقض عليه لتمتص دمه.
تكشف باقي الراقصات عن هويتهن الحقيقية ويبدأن بمهاجمة الزبائن، بينما ينهض العاملون الثلاثة الذين قُتلوا من الموت. في خضم الفوضى، تقوم كيت بقتل الحارس عبر إدخال صليبها في فمه. تهاجم سانتانكو سيث، فيقتلها بإسقاط ثريا خشبية تخترق جسدها. يتولى سيكس ماشين وفروست القضاء على عدد من مصاصي الدماء عبر استخدام أوتاد خشبية. بعد تنظيف المكان من التهديد، يكتشف الناجون أن الأبواب قد أُغلقت بإحكام، ويسمعون أصوات أسراب من الخفافيش في الخارج. ينهض ريتشي من الموت، ويحاول سيث حمايته، لكن يعقوب يخبره أن لا أمل في إنقاذه، فيضطر سيث إلى غرس وتد في قلبه.
يأخذ الناجون قسطًا من الراحة بينما يروي فروست إحدى قصص الحرب، دون أن يعلموا أن سيكس ماشين قد تعرض للعض وبدأ بالتحول. أثناء انشغال الآخرين، يهاجم فروست ويعضه، ثم يعقوب. يقذف فروست بسيكس ماشين نحو نافذة في السقف، فيدخل عبرها سرب من الخفافيش، ثم يتحول فروست بدوره. يهرب سيث وكيت وسكوت إلى غرفة تخزين، ويغطي يعقوب انسحابهم مستخدمًا بندقية بشكل صليب، ثم ينضم إليهم. يصنعون أسلحة من حمولات الشاحنات التي سرقها مصاصو الدماء من ضحاياهم. يعلم يعقوب أن تحوله بات قريبًا، فيجعل سكوت وكيت يعدانه بقتله عند اللحظة المناسبة.
ينطلق الجميع في هجومهم الأخير على الموتى الأحياء. يتحول سيكس ماشين إلى جرذ بشري عملاق ويهاجم سيث، فتقتله كيت. يقتل يعقوب فروست، ثم يتحول إلى مصاص دماء، فيقوم سكوت بقتله، لكن تردده يسمح ليعقوب بعضه. تنهش مصاصو الدماء جسد سكوت، فيتوسل إلى كيت أن تقتله، فتفعل. عندما يحيط مصاصو الدماء بكيت وسيث، تتسلل أشعة شمس الصباح عبر فتحات في الجدران، فتجبرهم على التراجع. يصل كارلوس مع حراسه ويفجرون الباب، ما يسمح لأشعة الشمس باجتياح المكان، مدمرة جحافل من مصاصي الدماء.
يواجه سيث كارلوس غاضبًا بسبب اختياره الكارثي لمكان اللقاء، ويتفاوض على تقليص المبلغ المتفق عليه مقابل إدخاله إلى إل ري. وبعد أن يدفع، يعطي كيت بعض النقود ويعتذر منها. تعرض عليه أن ترافقه، لكنه يرفض قائلاً إنه ليس بهذا القدر من الفساد. تقود كيت السيارة المتنقلة مبتعدة، بينما تظهر الكاميرا أن ناد تيتي تويستر لم يكن سوى قمة معبد أزتيكي مدفون، تحيط به شاحنات مهجورة من عصور مختلفة.

## الميزانية والإيرادات
كلّف الفيلم 19 مليون دولار أمريكي وحقّق أرباح تقدر بـ 25 مليون دولار أمريكي.

## وصلات خارجية
- مقالات تستعمل روابط فنية بلا صلة مع ويكي بيانات
- من الغسق حتى الفجر على IMDb
- من الغسق حتى الفجر على Rotten Tomatos
- من الغسق حتى الفجر على Allmovies
- من الغسق حتى الفجر على Metacritic